# Distretto di Surquillo
Il distretto di Surquillo è un distretto del Perù che appartiene geograficamente e politicamente alla provincia e dipartimento di Lima ed è situato a sud della capitale peruviana.

## Capoluogo e data di fondazione
- Surquillo

Il distretto è stato istituito il 15 luglio 1949

## Distretti confinanti
Confina a nord con il distretto di San Isidro e con il distretto di San Borja; a sud e ad ovest con il distretto di Miraflores; e ad est con il distretto di Santiago de Surco.

## Sindaco (Alcalde)
- Giancarlo Guido Cassasa Sánchez (2019-2022)
- José Luis Huamaní Gonzáles (2011-2014) - di PPC

### Evoluzione demografica
Superficie e popolazione: 3,46 km² e una popolazione stimata nel 2007 in 89 283 persone, di cui il 55% donne e il 45% uomini.

### Festività religiose
- Giugno: Sacro Cuore di Gesù
- Novembre: Signore dei Miracoli

## Cultura

### Scuole
- Liceo ginnasio statale Ricardo Palma.
- Liceo privato San José de Cluny.